# Tomba di Filippo II di Macedonia
La tomba di Filippo II di Macedonia si trova a Verghina, l'antica Ege (Aigai), una località vicino a Salonicco, in Grecia.
Fa parte di un complesso di altre tombe scavate all'interno di una collina denominata grande tumulo o tumulo reale. Vi sono sepolti probabilmente sovrani come Filippo II di Macedonia, padre di Alessandro Magno e alcune sue mogli o parenti (tomba II), e forse suo figlio Filippo III Arrideo e suo nipote Alessandro IV di Macedonia (tomba III).

## Storia
La tomba di Filippo II è stata portata alla luce, sotto un vasto tumulo, l'8 novembre del 1977, dall'archeologo greco Manolis Andronikos negli scavi di Verghina, l'antica capitale macedone di Ege, oggi frazione del comune di Veria (regione della Macedonia greca).

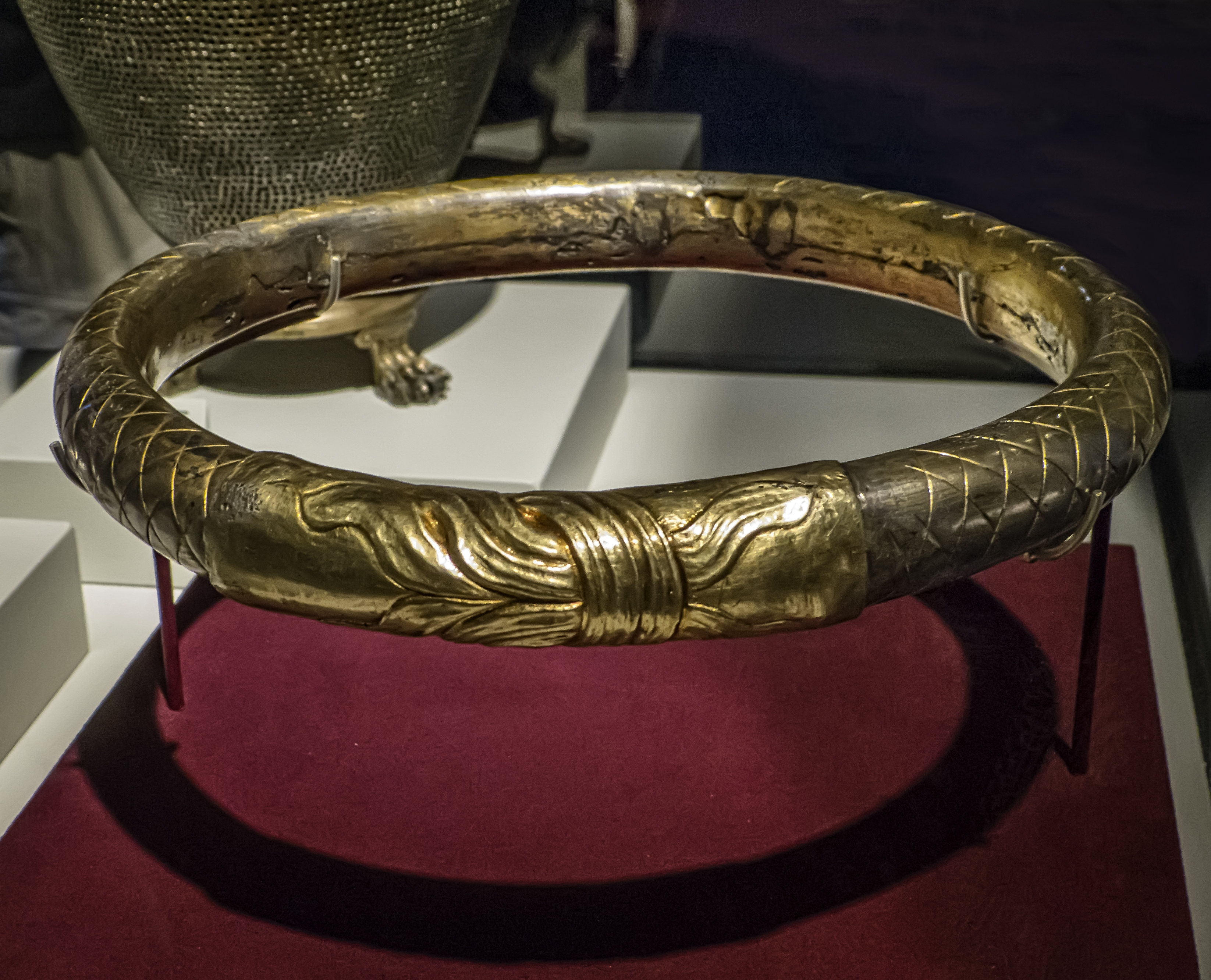
Corona o diadema di Filippo in oro e argento a "nodo di Eracle"

L'interno della tomba, rimasto intatto, rivela opere straordinarie di estrema finezza, che contrastano con quanto riportato da alcuni autori antichi, come Demostene, che descrive Filippo come un bruto e i Macedoni come dei barbari. La tomba fu una delle grandi scoperte archeologiche del XX secolo.
Nella tomba furono rinvenuti affreschi e magnifici oggetti in avorio o poggiati su letti anch'essi in oro e avorio; sul letto di Filippo stesso erano presenti alcuni ritratti realistici in rilievo, i primi in assoluto mai rinvenuti nella storia dell'arte, raffiguranti il re stesso: sul suo volto sono visibili tutti i segni dell'età, tutte le cicatrici riportate in battaglia; inoltre è stato trovato un ritratto in rilievo di Alessandro.
Vari studiosi sostengono, invece, che la tomba appartenga a Filippo III.

## Struttura

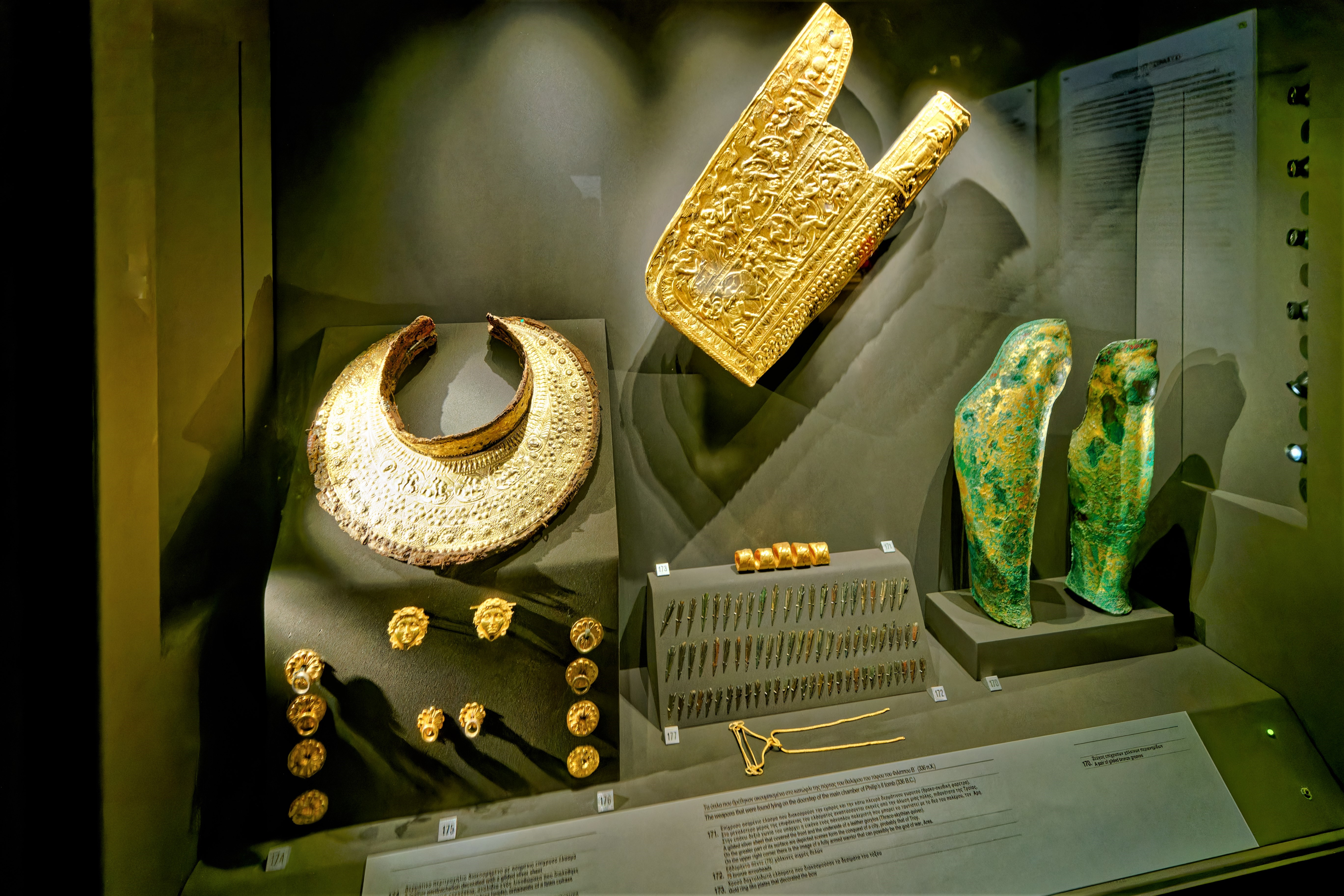
Parte del corredo della donna con due schinieri.

La tomba di Filippo II (tomba II) è costituita da due stanze, anticamera e camera principale, entrambe coperte da volte a botte e alte 5,30 metri; nella prima, che misura 3,36 x 4,46 metri, quindi rettangolare, vennero deposte le ceneri di una donna, forse Meda di Odessa o Cleopatra Euridice (assassinata col figlio neonato da Olimpiade d'Epiro madre di Alessandro, o suicida), le mogli più giovani del sovrano macedone, con uno dei figli, oppure Cynane, sorella di Alessandro Magno. La seconda stanza, quella riservata a Filippo, in cui è conservata l'urna d'oro del sovrano, è quadrata e risulta di 4,46 metri di lato. Sommando queste misure allo spessore dei tre muri di 0,56 metri, e che insieme misurano 1,68 metri, si ottiene la lunghezza di 9,50 metri. La parte esterna delle volte non venne lasciata scoperta, come era solito fare per questo genere di opere in area macedone, ma venne interamente coperta da uno strato di stucco dello spessore di dieci centimetri. I corredi funerari sono numerosi.

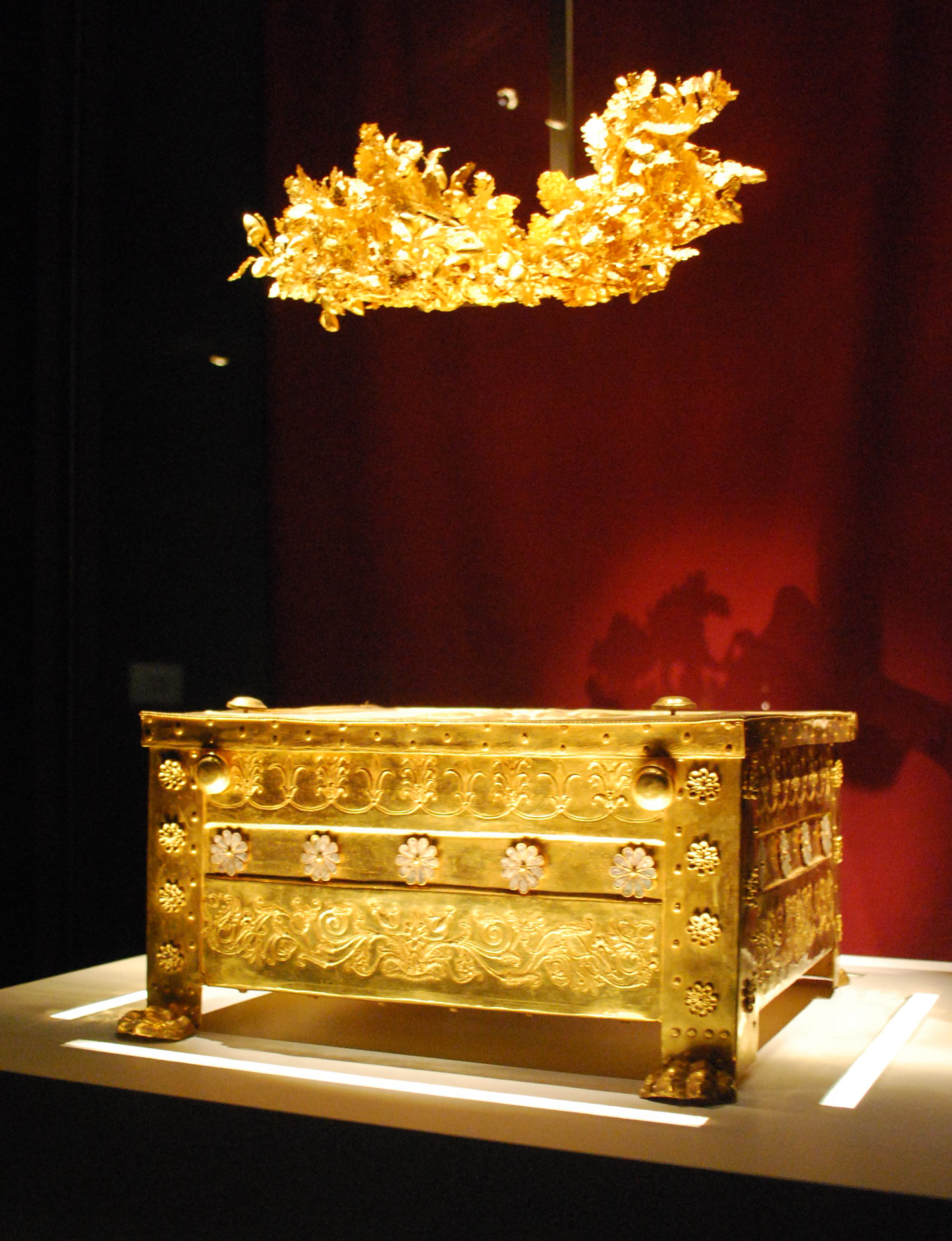
La ghirlanda funebre e l'urna d'oro di Filippo II ("larnax", decorata con il Sole di Verghina a sedici raggi). Precedentemente al Museo Archeologico di Tessalonica, ora nel Museo del Grande Tumulo a Vergina, nel sito del ritrovamento.

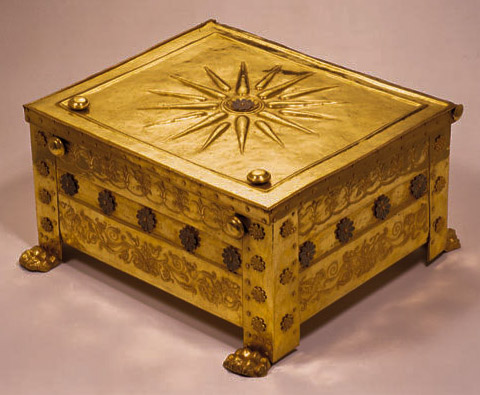
Dettaglio con il Sole di Verghina

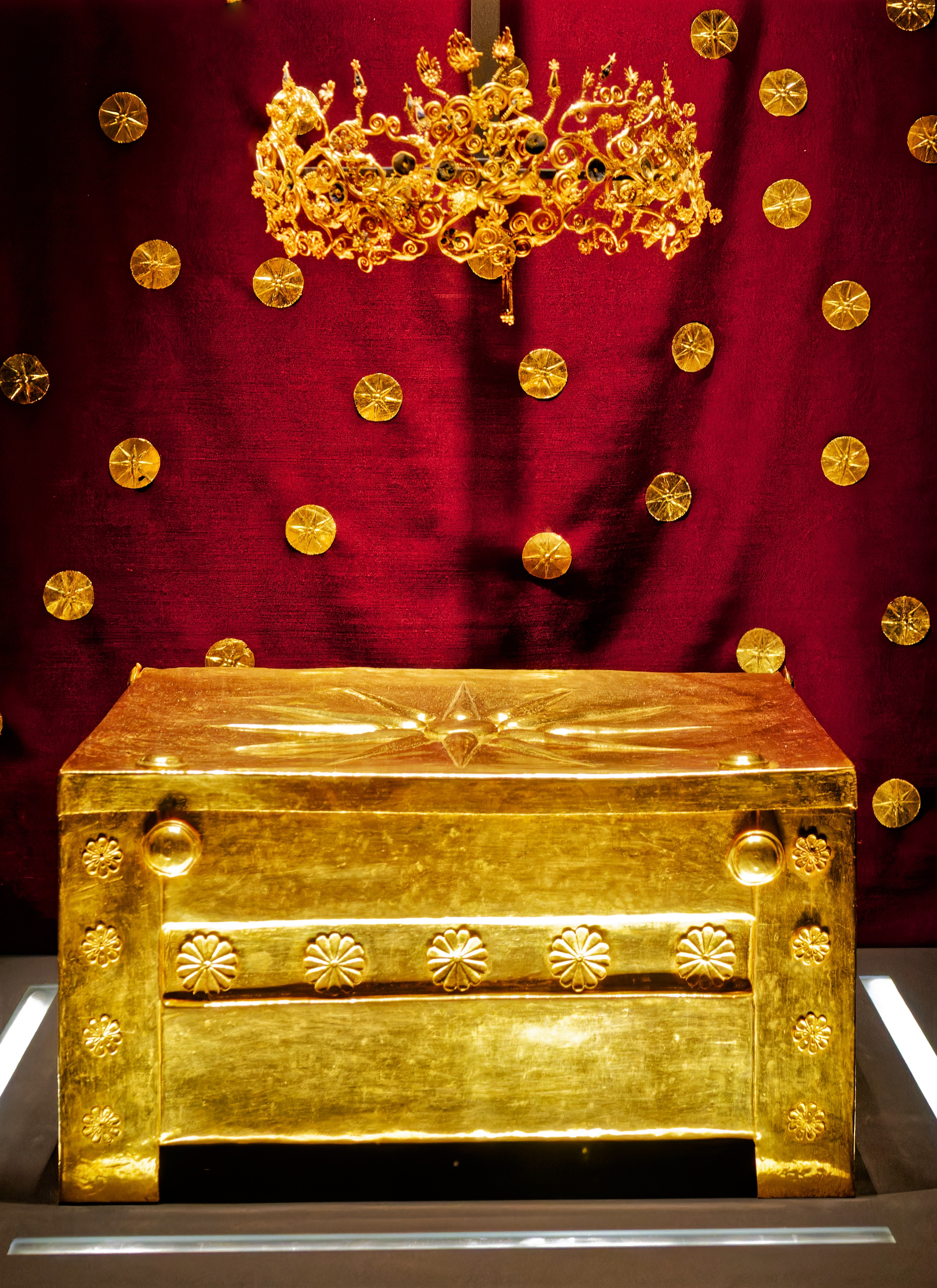
Ghirlanda funebre e urna d'oro solitamente attribuita a Meda di Odessa.

Nei corredi femminili sono state trovate armi, per cui sono state fatte ipotesi diverse: ad esempio che fossero attribuibili a una donna guerriera, difficilmente associabili per esempio a Cleopatra Euridice, che pure era stata uccisa poco dopo la morte del marito. Inoltre, se la donna sepolta nella Tomba II fosse Cleopatra Euridice, sarebbe stato probabilmente sepolto con lei il suo bambino, Carano, assassinato assieme alla stessa regina. Un neonato fu trovato nella tomba I. Data l'origine tracia di Meda, N. G. L. Hammond ipotizza che le armi rinvenute nella camera potessero essere della principessa di Odessa, pur non essendo dalle fonti attestata come una combattente. Tuttavia, l'ipotesi dello studioso britannico non ha trovato consenso presso gli archeologi, che evidenziano come la cura e la preparazione della tomba testimoni la sepoltura di una regina di stirpe macedone e non tracia. Inoltre, se anche la principessa di Odessa si fosse suicidata alla morte del marito come pensa Hammond, difficilmente le fonti antiche avrebbero omesso un episodio tanto spettacolare e senza precedenti nella cultura greca; l'ipotesi alternativa è che si tratti di Euridice II Adea, per altri sepolti nel grande tumulo ma nella tomba I. In tal caso, la presenza delle armi nella camera mortuaria sarebbe giustificato dal fatto che la regina Euridice II, addestrata alle arti marziali dalla madre Cinane, avesse personalmente guidato l'esercito macedone e partecipato ad alcune battaglie contro Olimpiade, data la disabilità mentale del marito e zio Filippo III Arrideo. Anche in assenza di Filippo III, la presenza di Cinane o Euridice II (rispettivamente figlia, e nipote ma anche nuora di Filippo II), forzata al suicidio da Olimpiade mentre Arrideo venne ucciso, potrebbe essere giustificata. Tuttavia il suicidio probabile di Meda, attuato senza forzature ma unicamente per poter seguire Filippo nell'Ade, avrebbe impressionato i macedoni e Alessandro che avrebbero così onorato la principessa concedendogli un posto accanto al re, posto che in futuro sarebbe dovuto spettare alla regina Olimpiade.
Filippo fu cremato ma le ossa furono raccolte e non ridotte in cenere. Le ossa dello scheletro maschile della sala principale sono di un uomo di mezza età e portano i segni di traumi attribuibili a ferite del sovrano macedone (al ginocchio e all'orbita oculare; egli infatti zoppicava ed era privo di un occhio) e a patologie, e sebbene vi siano state dispute, sono identificate con buona approssimazione con Filippo II. Si presume che nella tomba vi sia stato sepolto anche Filippo III Arrideo (o che la tomba fosse sua), fratellastro di Alessandro, in una sepoltura attigua e sua moglie, la citata Euridice Adea, anche se l'identificazione è controversa e a volte le identificazioni delle sepolture sono invertite, dato che i resti di Arrideo non sono stati identificati con certezza. Nella tomba di Persefone dovrebbe essere sepolta Nicesipoli, un'altra delle sette mogli di Filippo, anche se alcuni ipotizzano vi siano stati posti in seguito i corpi di Filippo III e forse di Euridice II, e che i resti dell'uomo ritrovato nella tomba I (non cremato se non tempo dopo la morte, fatto compatibile con la biografia di Arrideo, il cui corpo fu degnamente sepolto solo un anno dopo il suo omicidio) siano quelli del fratellastro di Alessandro. Siccome sono state trovate consistenti lesioni alla gamba anche dell'uomo della tomba I, chi sostiene che la tomba II sia di Arrideo, pensa che Filippo II sia stato traslato nella tomba di Persefone da Cassandro e sostituito con Filippo III Arrideo ed Euridice II nella tomba principale. Alcuni hanno sostenuto invece che Filippo II sia stato traslato precedentemente al saccheggio ad Anfipoli nel grande tumulo di Kasta (e sepolto con la regina Olimpiade), il quale è orientato verso il tempio-memoriale del Philippeion di Olimpia.

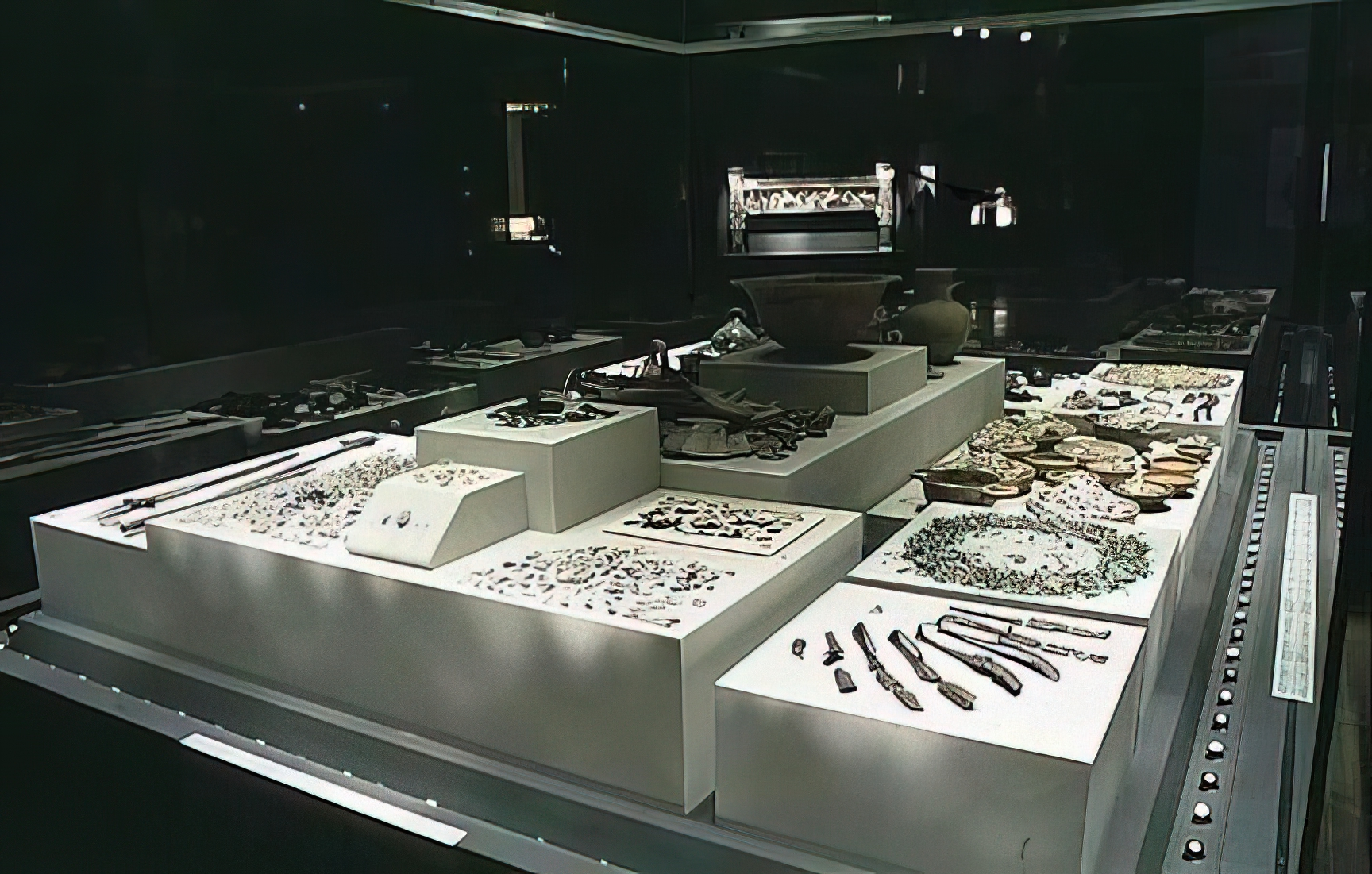
Resti della pira funebre di Filippo II

Nel 1993, contrastando le fonti storiche che vogliono Alessandro mummificato in Egitto, Triantafyllos Papazois ha sviluppato una controversa teoria secondo cui non è Filippo II di Macedonia ad essere sepolto nella tomba reale a Vergina, in Grecia, ma è Alessandro Magno insieme alla moglie Rossane, mentre suo figlio Alessandro IV è considerato sepolto nella tomba III. Il corpo del conquistatore sarebbe stato sottratto ai Tolomei da Antigono II Gonata, che l'avrebbe voluto riportare in patria nel 277 a.C., sostituendolo con un'altra mummia o un'effigie. Nel 274-273 a.C. i Galati al servizio di Pirro saccheggiarono le tombe reali di Ege tra cui quella di Filippo II secondo Plutarco, alla ricerca di oro e disperdendo le ossa, invece la tomba reale è intatta, come fosse sfuggita al sacco (grazie alle pietre ammassate da Antigono a protezione della necropoli) o ripristinata dopo tale data.

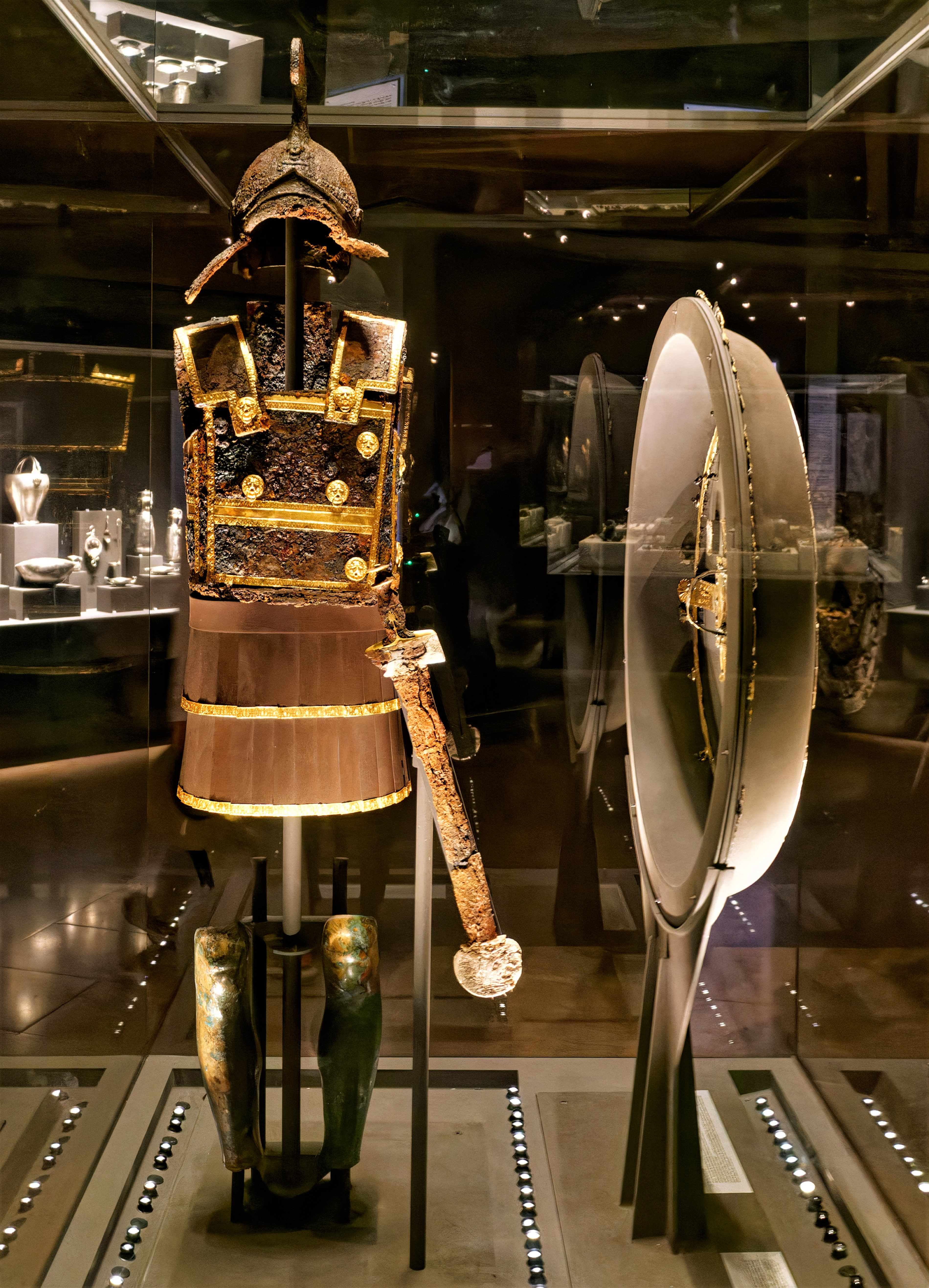
Armatura attribuita a Filippo II

La tomba di Verghina venne fatta costruire sicuramente da Alessandro intorno al 336 a.C., anno di morte del padre, pur venendo ampliata, decorata e sistemata anche in seguito. In particolare la spada e la corazza cerimoniale in oro e ferro, e forse l'elmo, non sarebbero di Filippo ma dell'epoca di Alessandro, oggetti quindi fabbricati per Arrideo o per lo stesso Alessandro Magno.

## Decorazioni dipinte
Le pitture conservano tutta la loro particolare policromia, come nella scena di caccia affrescata di oltre 5 metri, raffigurante Alessandro, e il rapimento di Persefone da parte di Ade, un motivo presente in molte tombe reali macedoni.
L'ingresso interno, monumentale, è sormontato infatti dal fregio della caccia un fregio dorico al di sopra del quale si trova, protetto da una cornice in rilievo, una scena di caccia che misura 5,56 metri di larghezza e 1,16 metri di altezza.

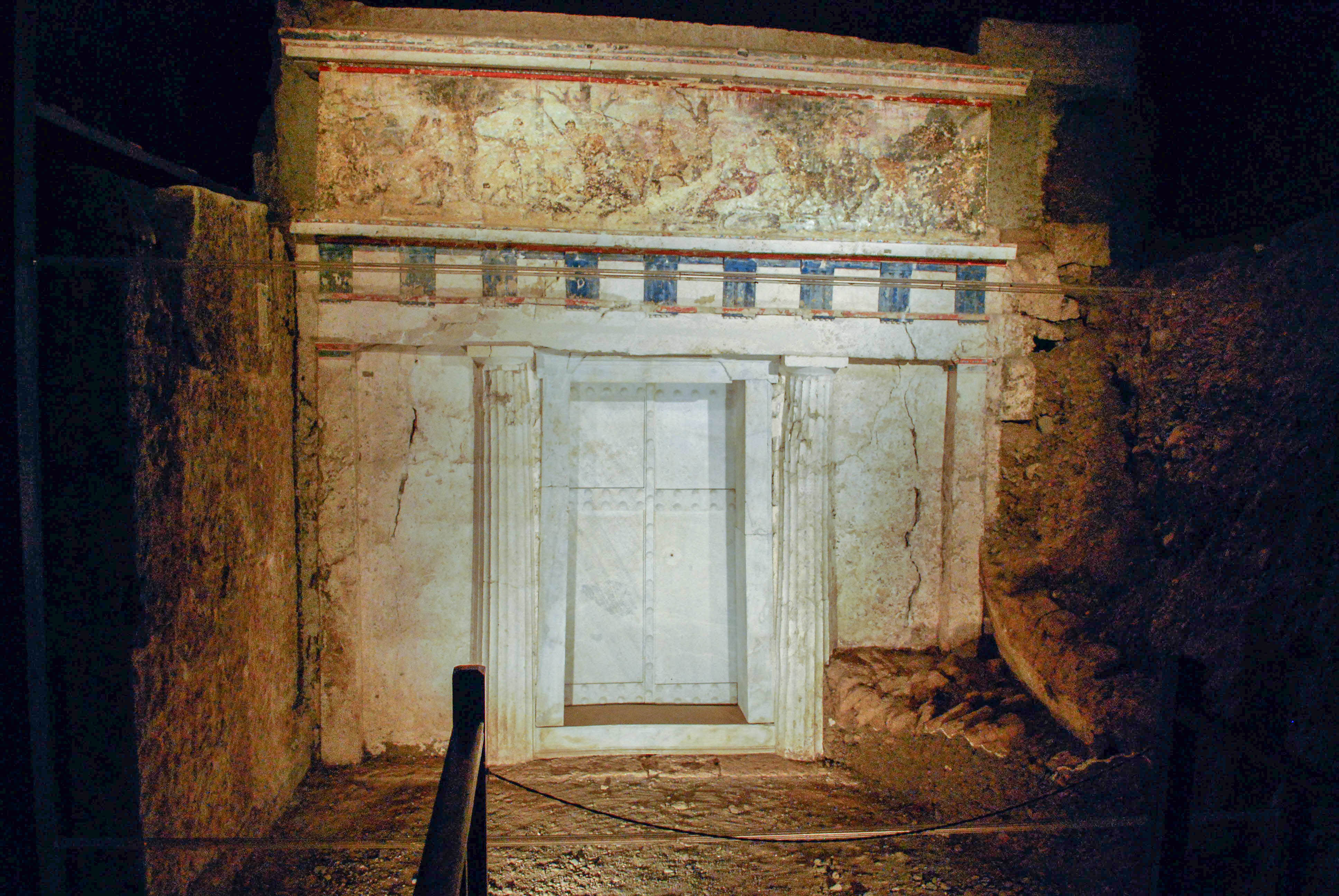
Facciata con il fregio

Il fregio della tomba II mostra una scena complessa che rappresenta le attività reali nelle grandi riserve di caccia reali dell'Alta Macedonia. Ciò che ha sorpreso tutti gli studiosi è che questa scena è chiaramente situata in un paesaggio, con una linea di montagne all'orizzonte e un gruppo di alberi in primo piano. Il paesaggio sembrava, prima della scoperta, essere apparso solo più tardi in un contesto romano. È una scena complessa con diversi raggruppamenti e azioni. A sinistra, mentre un cacciatore sta uccidendo un cervo, assistito da un cane, un cavaliere visto da dietro sta inseguendo un altro cervo, che sta scappando. A destra, due cacciatori a piedi premono un cinghiale con le loro spade. La scena sulla destra è più densa e drammatica: due cavalieri emergono da entrambi i lati e si preparano a sferrare il colpo fatale a un leone circondato da due servi.
Secondo un'interpretazione, Filippo II è il cavaliere barbuto, e Alessandro il giovane cavaliere posto esattamente al centro della composizione, nell'asse della facciata. Questa scena enfatizza il coraggio della dinastia argeade, secondo un'immagine di sovranità influenzata dall'Oriente. L'esecuzione è quella di un maestro pittore, forse Filosseno di Eretria, autore del dipinto perduto da cui fu tratto il mosaico della battaglia di Isso di Pompei.

## Galleria d'immagini

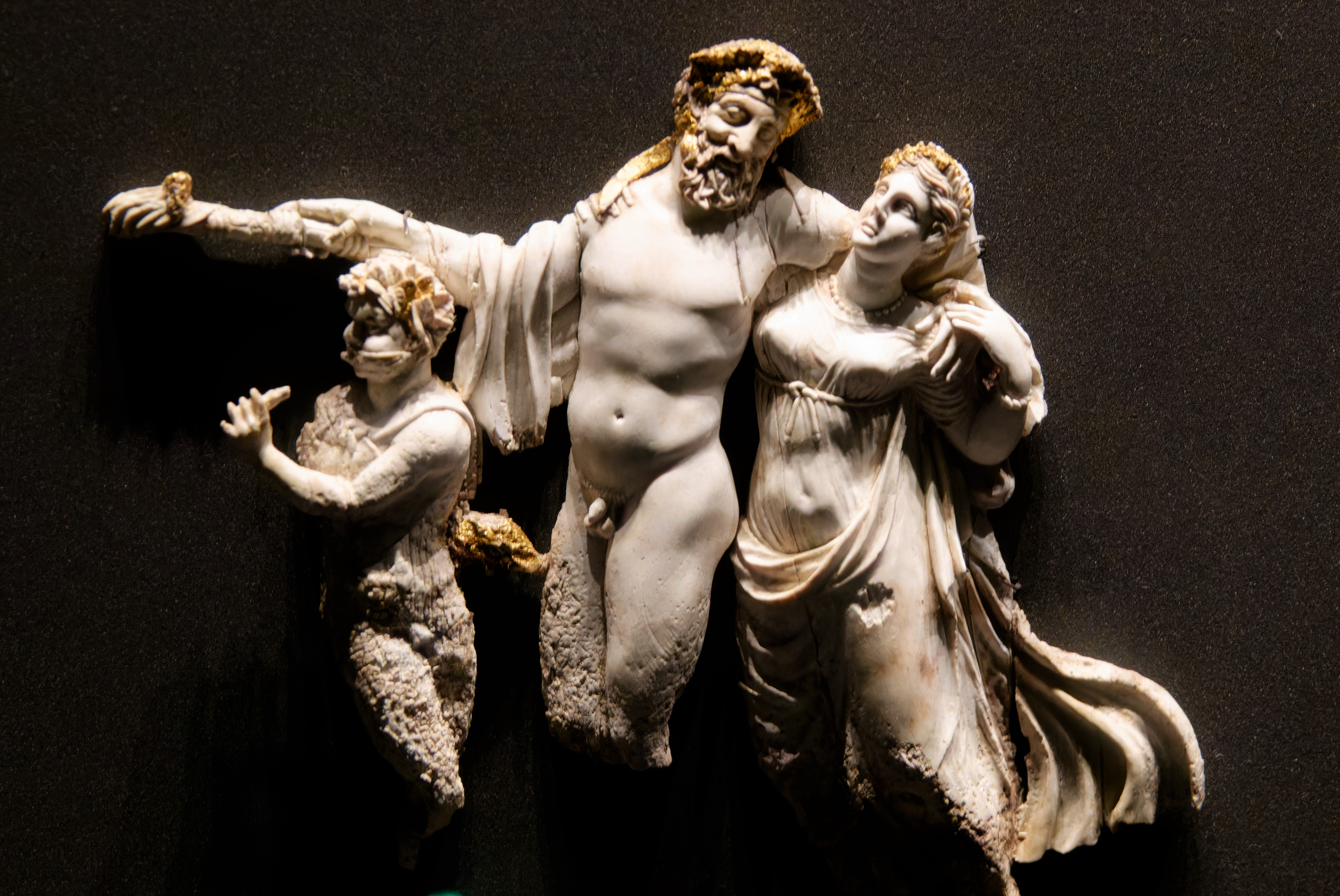
Rilievo di Filippo e Olimpiade nelle vesti di Dioniso e Arianna
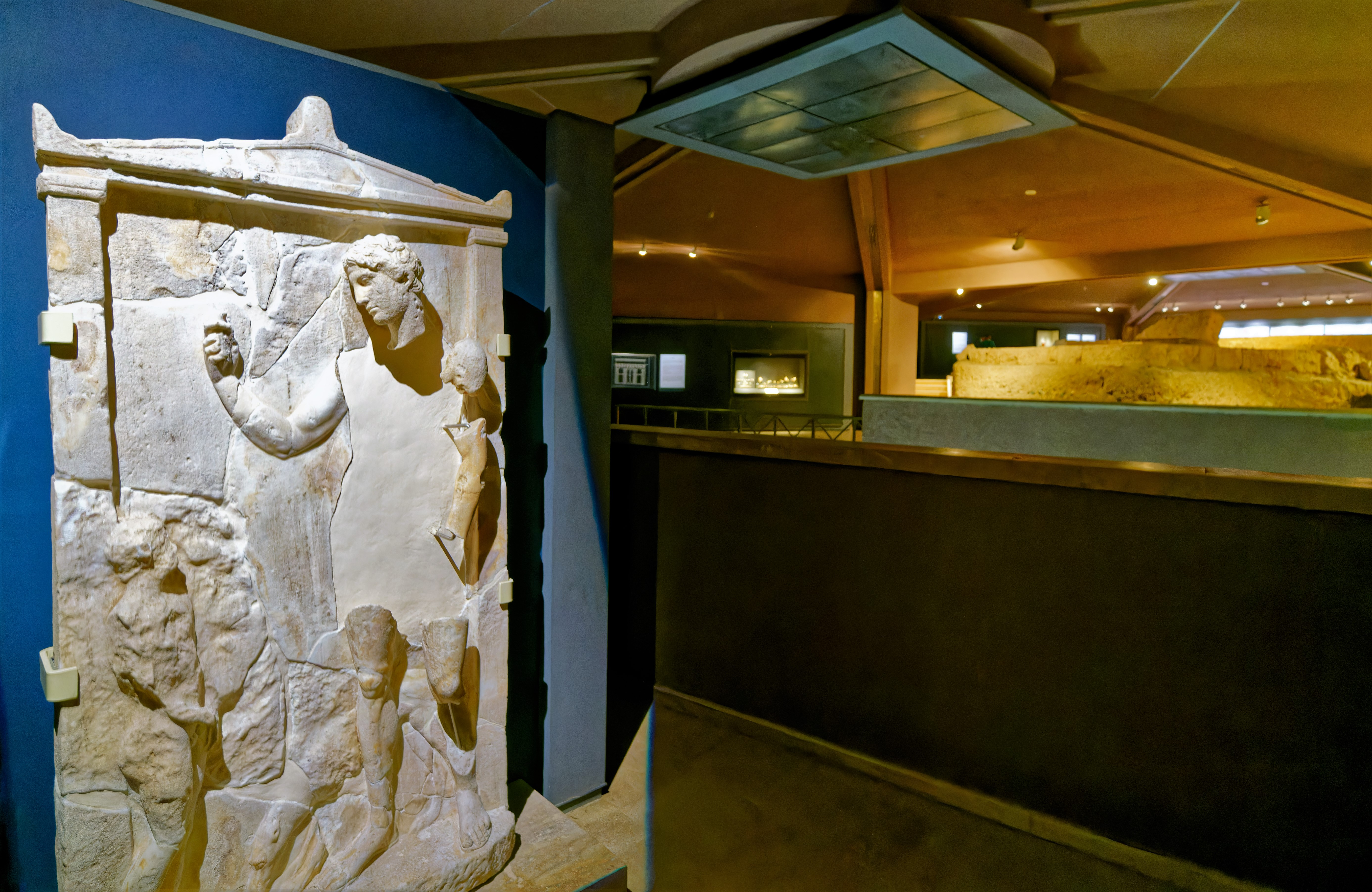
Uno dei rilievi
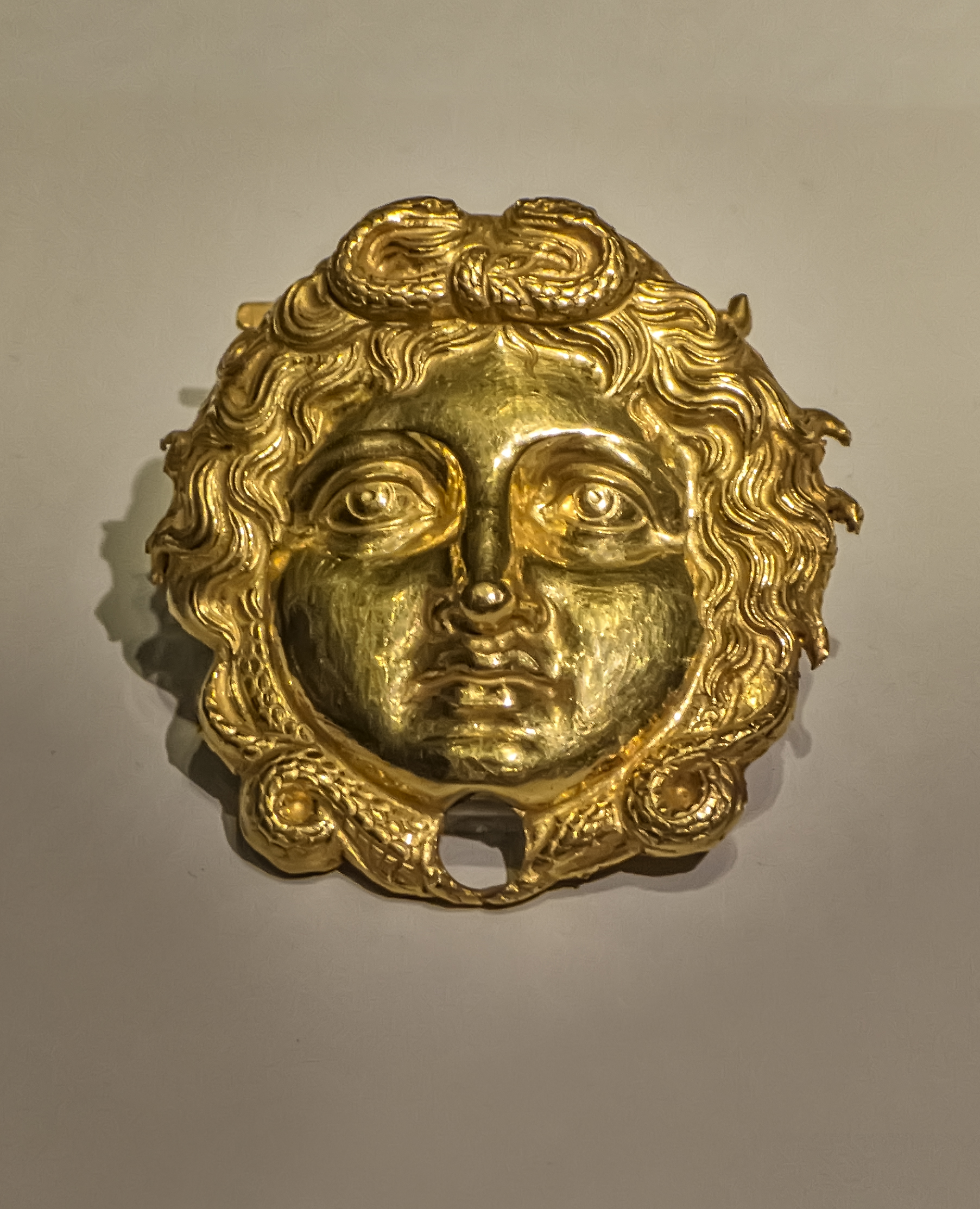
Testa d'oro di Gorgone
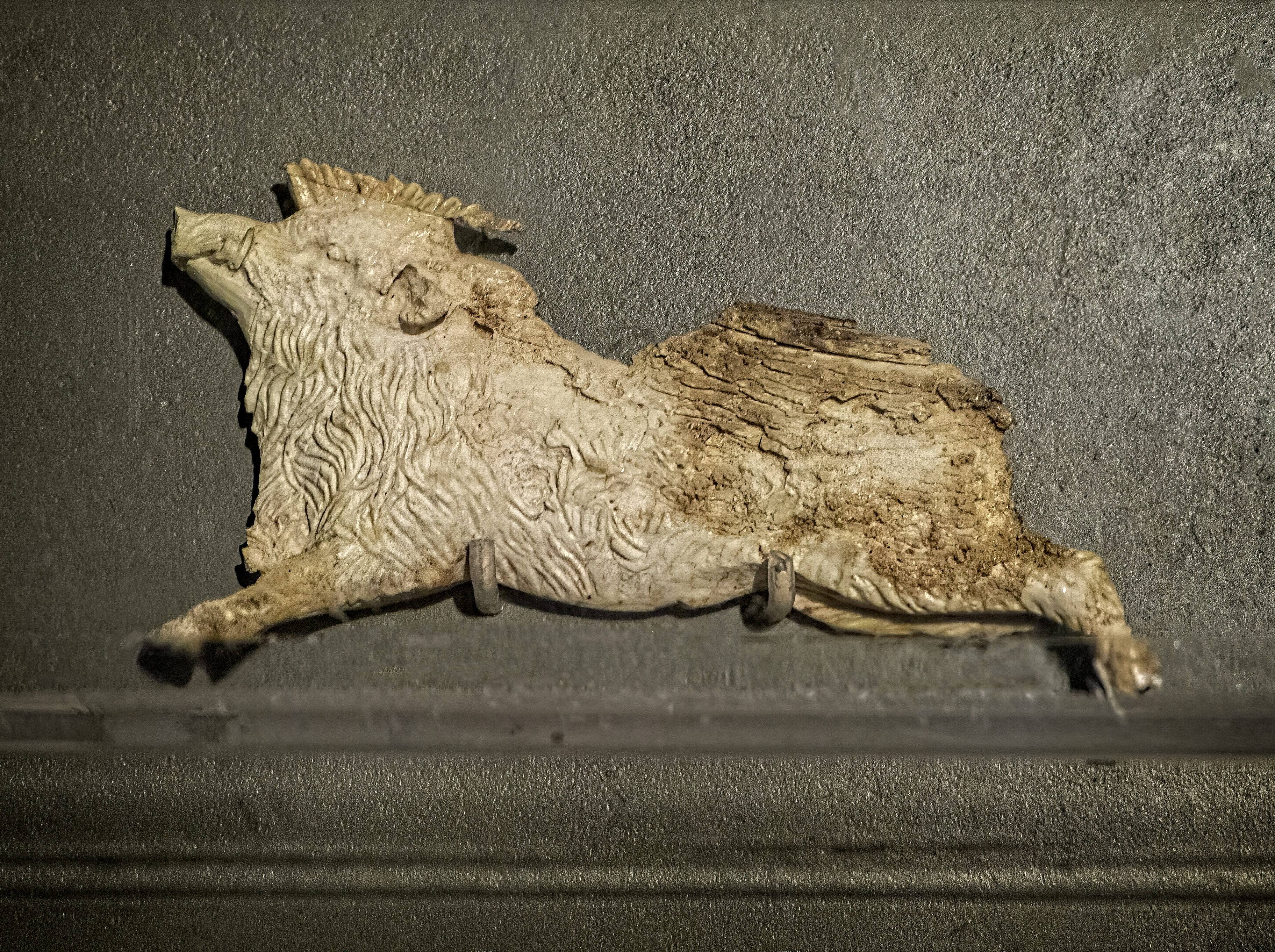
Placca d'avorio del cinghiale
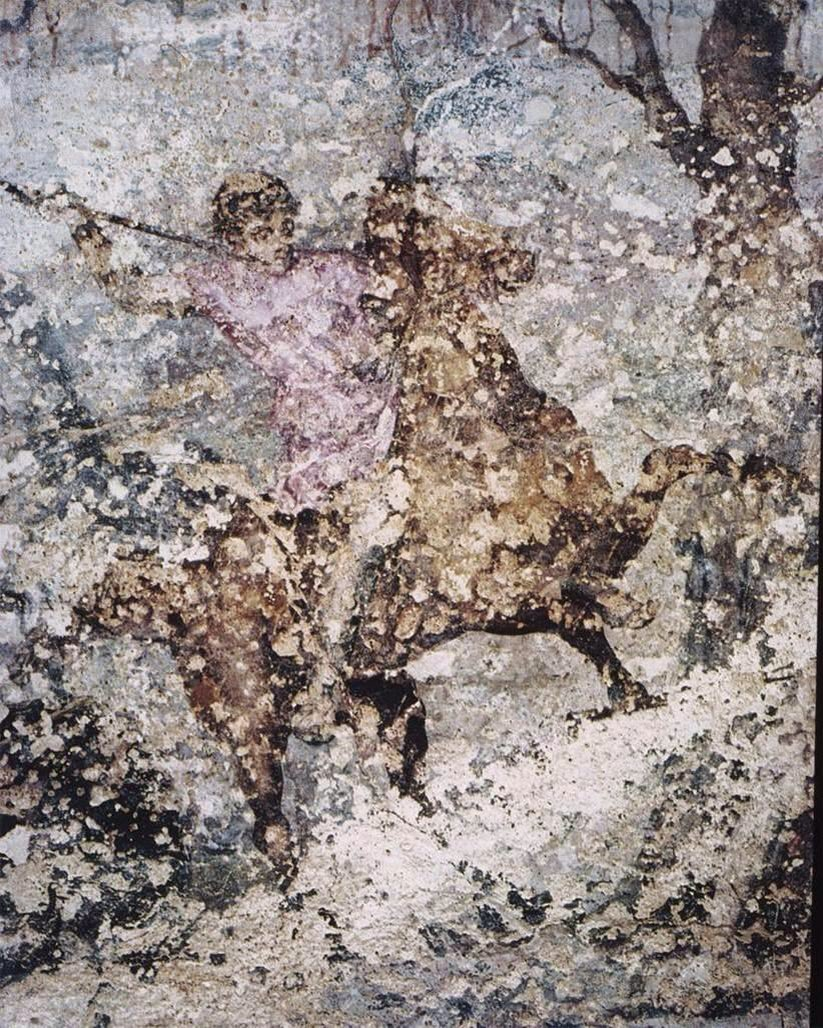
Dettaglio del fregio con Alessandro
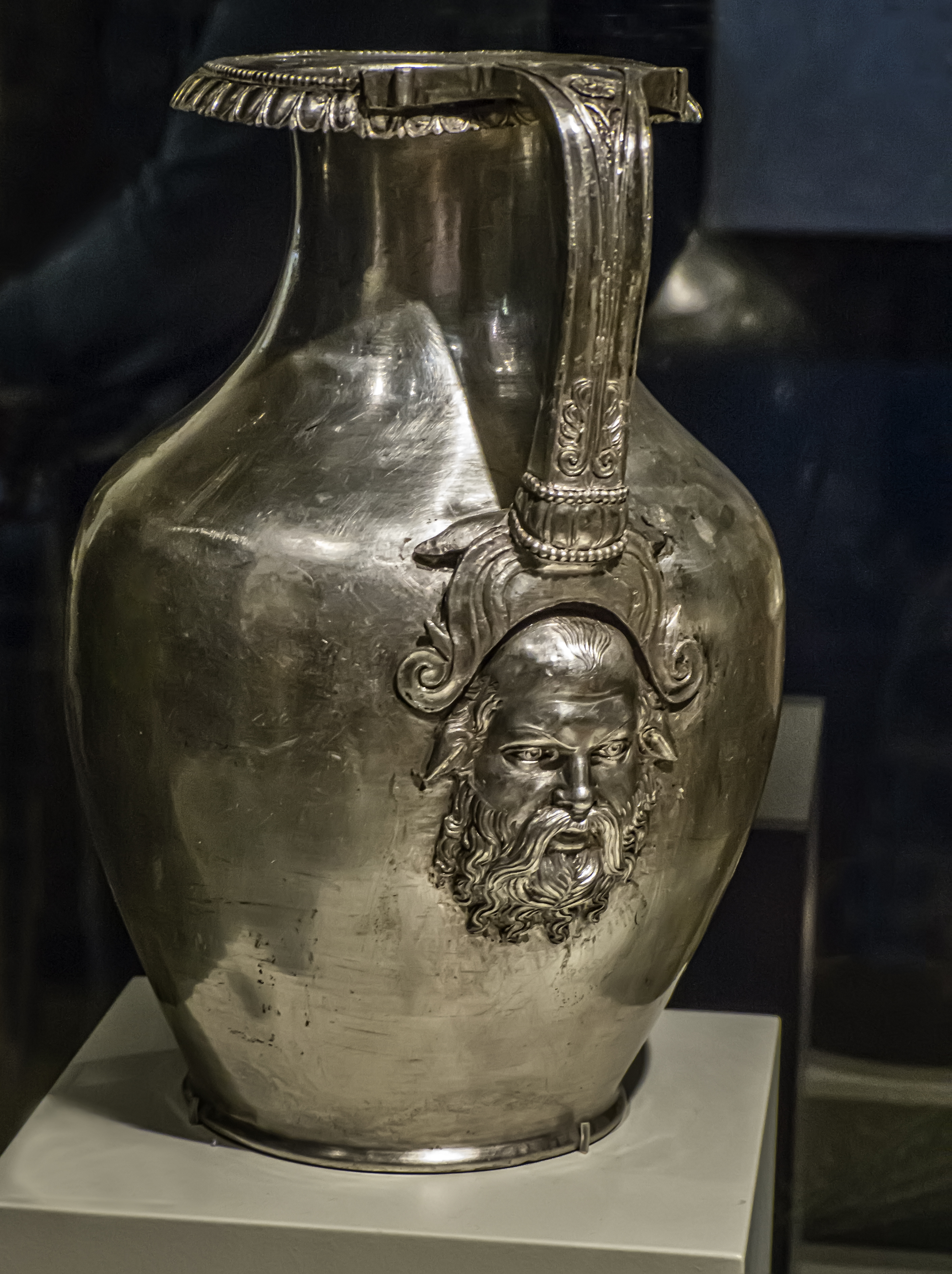
Brocca d'argento per vino con sileno
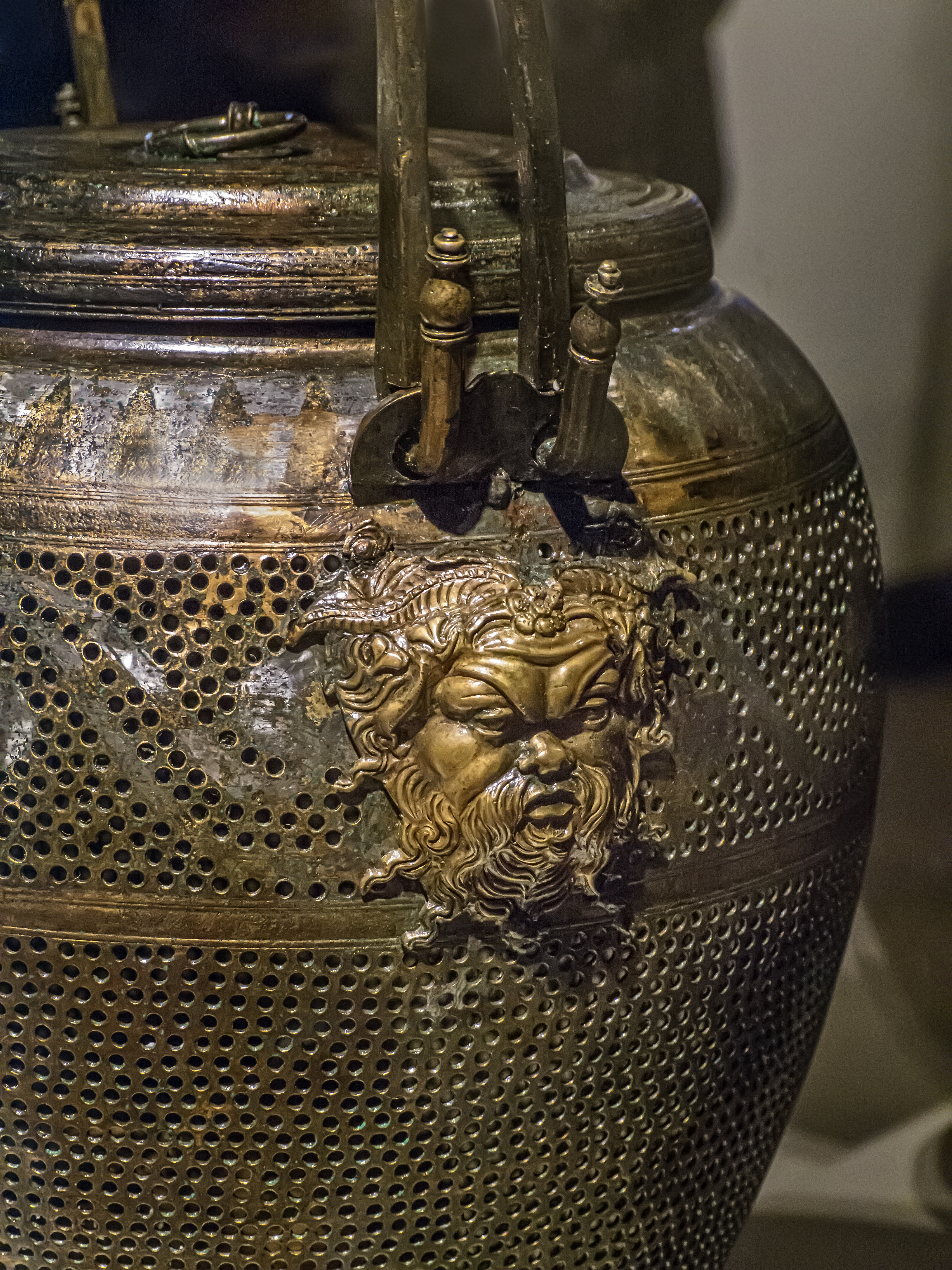
Lanterna con rilievo di Pan
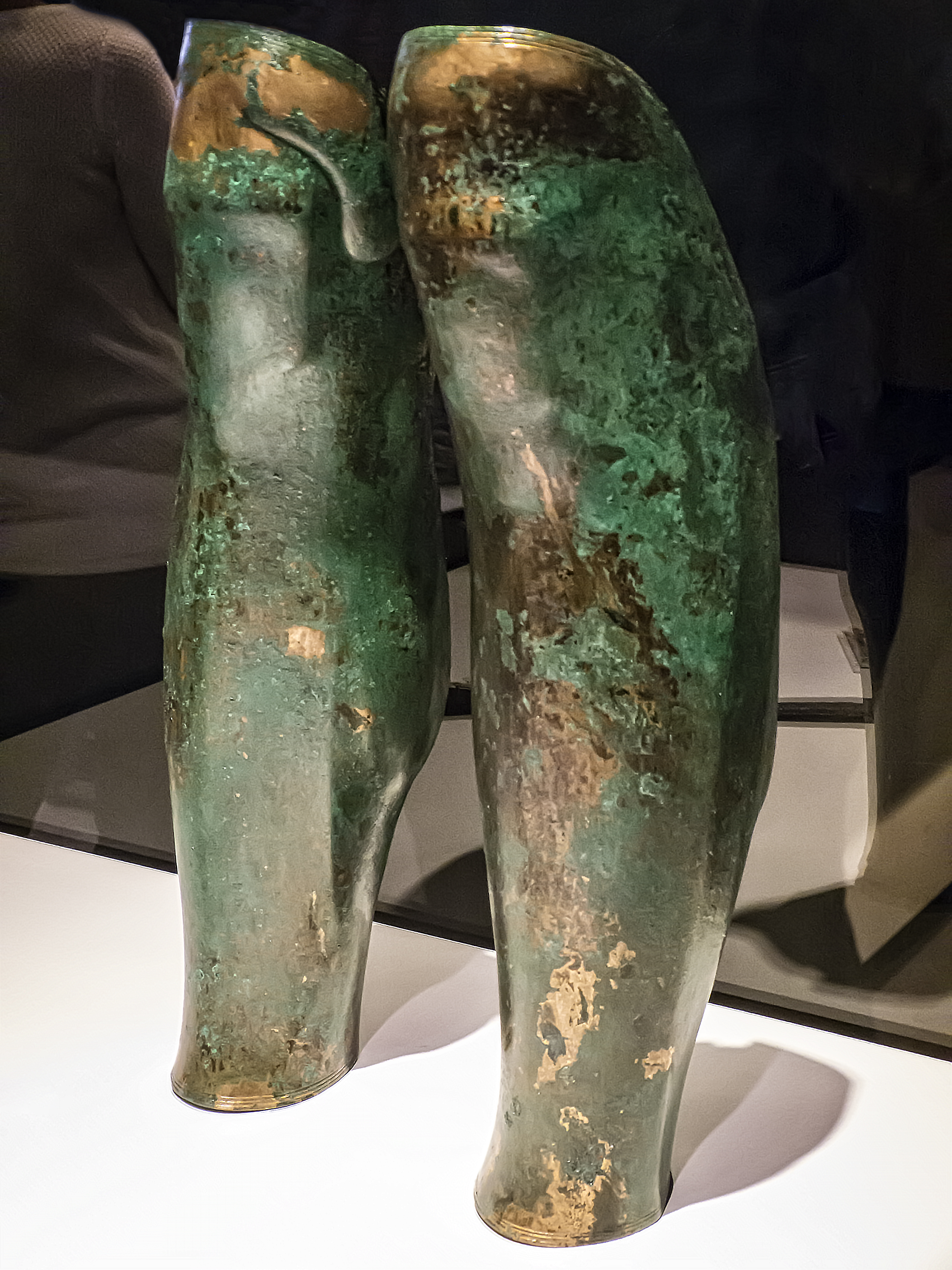
Schinieri in bronzo di Filippo